# Ricard Viñes i Roda
Ricard Viñes i Roda (Lleida, 5 de febrer de 1875 - Barcelona, 29 d'abril de 1943) va ser un pianista català.
Ha estat considerat "el pianista de l'avantguarda musical de principis del segle xx" perquè van confiar-li l'estrena d'algunes de les seves composicions artistes francesos, espanyols o catalans com Ravel, Debussy, Falla, Turina, Mompou o Blancafort. A París va presentar la música dels compositors russos Balakirev, Mussorgski i Rimski-Korsakov. També va dur a Europa composicions avantguardistes de compositors llatinoamericans.
Durant l'any 2025, la Generalitat de Catalunya commemorarà els 150 anys del naixement del pianista lleidatà.

## Biografia

### Primers anys
Va néixer en el si d'una família amb afinitats culturals. El seu pare, Xavier Viñes i Solano era advocat i un actiu promotor d'iniciatives polítiques i culturals local. La seva mare, Dolors Roda i Vives, era pianista afeccionada. A l'edat de set anys va començar els seus estudis musicals amb Joaquim Terraza, organista de la parròquia de Sant Llorenç de Lleida. El 1885, amb deu anys, es va traslladar a Barcelona, on inicialment va rebre classes particulars de Joan Baptista Pujol perquè encara no tenia l'edat mínima per matricular-se a l'Escola Municipal de Música. Finalment, el gener de l'any 1887 va poder ingressar com a alumne oficial de l'Escola Municipal de Música i al cap de pocs mesos, en finalitzar el curs escolar i quan comptava dotze anys, va guanyar el primer premi de piano de l'Escola Municipal de Música de Barcelona. Durant aquesta època també va rebre classes d'harmonia de Felip Pedrell. Aconsellat per Isaac Albéniz, després d'aconseguir el premi i gràcies a una beca concedida per l'Ajuntament de Barcelona, decidí marxar a estudiar a París.

### París
Viñes va arribar a París el 13 d'octubre de 1887, acompanyat de la seva mare. Allà, i per bé que inicialment tampoc tenia l'edat mínima requerida per entrar al Conservatori, va formar-se al costat de Charles Wilfrid de Bériot, que també fou el mestre d'Enric Granados, Joaquim Malats i Maurice Ravel. Al Conservatori de París també va rebre classei de composició i harmonia de Benjamin Godard i Albert Lavignac.
L'any 1894 va obtenir el Primer Premi del Conservatori de París, fet que li va permetre debutar com a concertista el 21 de febrer de 1895, a la famosa Sala Pleyel. El seu interès per la música creada pels seus contemporanis el va portar, el 18 d'abril de 1898, a oferir el seu primer concert dedicat en exclusiva a la "música moderna". Celebrat a la Sala Érard, el recital va incloure obres de César Franck, Charles-Marie Widor, Camille Saint-Saëns, Théodore Dubois, Charles-Wilfrid de Bériot, Ernest Chausson, Vincent d'Indy, Emmanuel Chabrier, Gabriel Fauré i Isaac Albéniz. El més destacat, però, fou que en aquell primer concert dedicat al que s'anomenà "música moderna", Viñes va estrenar el Menuet Antique de Maurice Ravel, la primera obra notable d'aquest compositor que, a més, li havia estat dedicada. L'èxit d'aquest concert propicià que Viñes protagonitzés un gruix destacable d'estrenes i primeres audicions de la nova música que s'estava component per a piano, col·laborant de manera decidida en la renovació de l'estètica pianística de principis del segle xx, un fenomen que fonamentalment s'esdevé en l'òrbita musical francesa.
La seva carrera va esdevenir internacional a partir del 1900. La tardor d'aquell any va realitzar un concert a Rússia, que li va obrir la porta dels compositors russos del moment (Aleksandr Glazunov, Aleksandr Borodín, Mili A. Balàkirev, Nikolai Rimski-Kórsakov o Serguei Liapunov, entre d'altres), que va començar a incorporar als seus programes de concert. Per una altra banda, la seva amistat amb Claude Debussy es va forjar al voltant de 1901, quan aquest va convidar Viñes a interpretar algunes de les seves obres a casa seva. Poc temps després, el 10 de gener de 1902, Viñes va oferir la primera audició de Pour le Piano i va convertir-se en el pianista de referència del compositor francès, qui li va confiar l'estrena de la majoria de les seves composicions per a piano.
L'any 1902, Viñes va formar part del nucli fundador de "Les Apaches", un col·lectiu que aplegà diverses figures del món cultural i musical del moment que estaven decididament compromeses amb les noves formes musicals que s'estaven gestant en aquell moment. Per bé que el nom del col·lectiu prové d'un titular de diari que literalment deia "Attention les apaches!" (atenció als apatxes), reinterpretant el mot "apache" per un sinònim que s'aproximaria al concepte de seguidor incondicional. El naixement del grup vingué propiciat per la controvèrsia que va aixecar l'estrena de Pelléas et Mélisande de Claude Debussy.

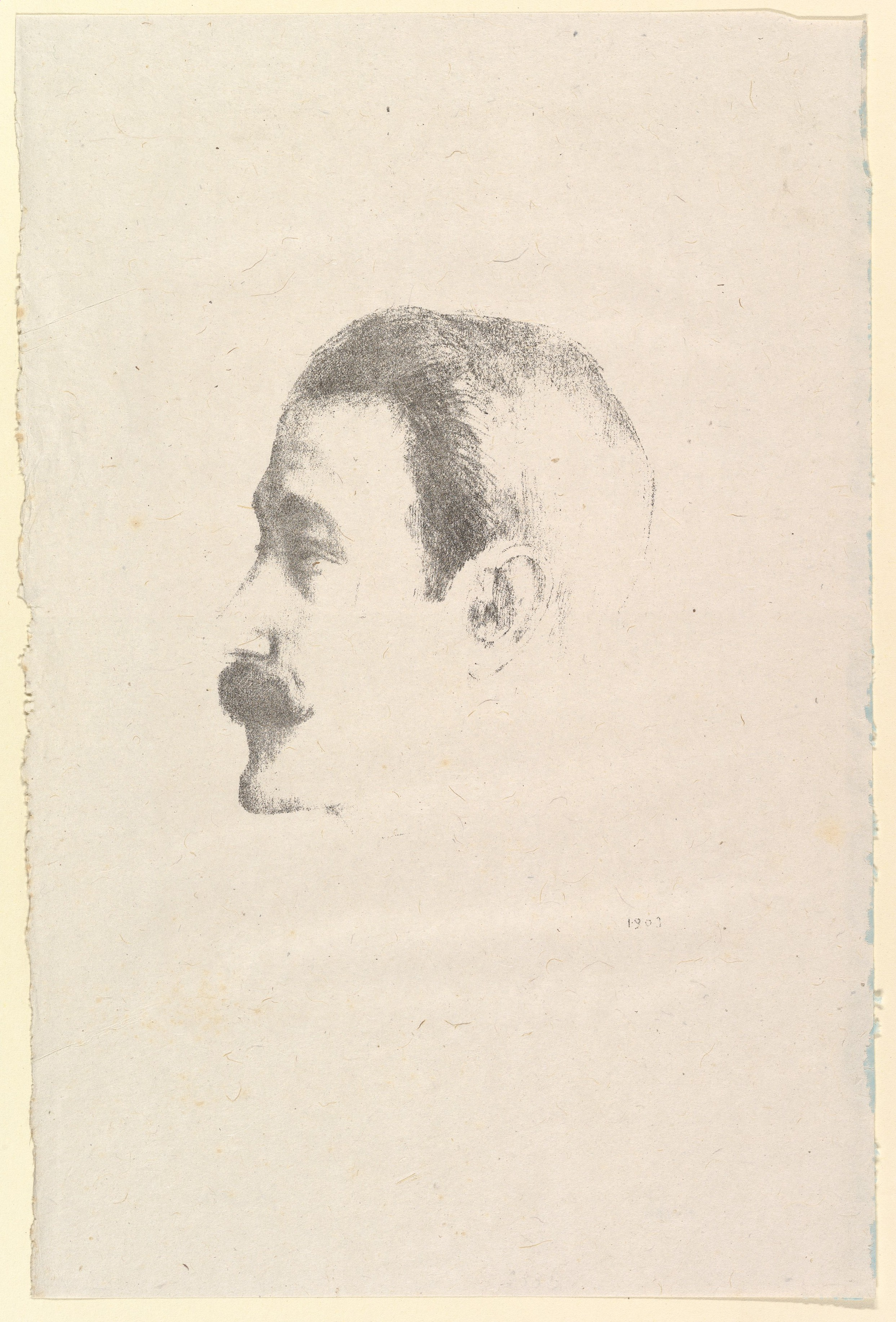
Retrat de Ricard Viñes. Litografia d'Odilon Redon (1903). Metropolitan Museum of Art, New York

Durant la primera dècada del segle xx, l'activitat de Viñes va ser frenètica. A tall d'exemple, entre el gener i el març de 1905, quan estava preparant un cicle de quatre concerts on repassava la història de la música per a tecla des del segle xvi fins al temps present, Viñes va protagonitzar la primera audició a París del Concert per a piano i orquestra de Rimski-Kórsakov, els Quadres d'una exposició de Modest Mússorgski, Masques i L'Isle joyeuse de Claude Debussy i En Languedoc de Deodat de Severac. Prèviament, el 1901, ja havia estrenat la Pavane pour une infante défunte i els Jeux d'eau de Ravel; el 1904 feu el mateix amb la suite Estampes de Debussy, i el 1906 i 1908 va estrenar dos quaderns d'Images, del mateix compositor. El mateix 1906 també va estrenar Miroirs, de Ravel, i tres anys després fou el torn d'estrenar Gaspard de la nuit, també de Ravel. A partir de 1912, quan es retroba amb Erik Satie, Ricard Viñes és l'encarregat d'estrenar pràcticament totes les seves composicions per a piano.
En aquesta època, a més, Viñes aposta per interpretar la música de compositors que llavors eren pràcticament desconeguts pel gran públic parisenc, com Deodat de Severac o Manuel de Falla. Els programes dels seus concerts es van enriquint amb música de compositors russos, espanyols i hispanoamericans, sense deixar de banda el gran repertori d'èpoques anteriors: les obres de Bach, Brahms, Haydn, Mozart, Beethoven, Schubert, Mendelssohn, Schumann, Chopin o Liszt apareixen amb freqüència als seus programes de concert al llarg de tota la seva trajectòria.

### Sud-amèrica
L'any 1920, Viñes viatjà a l'Argentina, on va oferir un cicle de vuit concerts dedicat a la història de la música per a piano, on també donà a conèixer l'obra de Debussy i els artistes francesos de la seva generació. De la mateixa manera que feu amb els compositors europeus a Sud-amèrica, quan Viñes va tornar a Europa es va convertir en un gran valedor de la música dels joves compositors hispanoamericans del moment.
L'experiència es va repetir l'any 1924, i entre 1930 i 1935 Viñes va romandre a Sud-amèrica, integrant-se en la vida cultural de Buenos Aires i realitzant concerts arreu del el país, així com a Xile i Uruguai.

### Retorn a Europa
Viñes va tornar a Europa l'estiu de 1935. A París va recuperar una activitat d'alta intensitat, donant a conèixer l'obra de la generació més jove de compositors francesos, com Germaine Tailleferre o René Leibowitz, entre d'altres. L'any 1940 es va instal·lar a Barcelona, havent celebrat una gira per Espanya, però la Segona Guerra Mundial i l'ocupació alemanya de París li impedeixen tornar a la capital francesa, de tal manera que roman aïllat del circuit musical i duu una vida molt precària, sostinguda a partir dels pocs concerts que pot oferir en un territori en plena postguerra, salpebrats per algunes classes i reforçats per l'ajuda que li brinden les amistats. Ricard Viñes morí a Barcelona, al límit de la indigència, el 29 d'abril de 1943. Seguint la seva voluntat fou enterrat al cementiri de Lleida, al costat de la seva mare.

## El pianista de les avantguardes

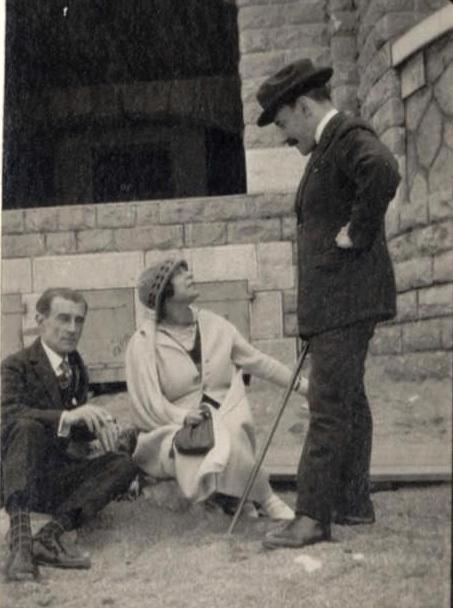
Viñes amb Ravel i Hélène Jourdain-Morhange el 1923

Viñes tingué molt d'èxit com a intèrpret i divulgador de la música contemporània francesa i espanyola, i va fer centenars de concerts: molts a París, però també a força altres països europeus i sud-americans. Com ja s'ha mencionat, el seu compromís i generositat amb la nova música fou un tret diferencial de la seva trajectòria: protagonitzà diverses primeres audicions i estrenà nombroses obres de compositors del seu temps, i molts li reconegueren el gest amb la dedicatòria d'alguna de les seves creacions. Entre aquests destacaren els francesos i espanyols, però també dedicà atenció a la música russa del seu temps i, després de la seva segona gira americana, incorporà al seu repertori a nombrosos compositors sud-americans com Alberto Wiliams, Carlos Pedrell, Juan José Castro, R. Rodríguez, Heitor Villa-Lobos o Pedro Humberto Allende Sarón. La incorporació al seu repertori d'obres de compositors que fins llavors pràcticament desconeguts fou un gest habitual en Viñes, que es repetí al llarg de tota la seva trajectòria sense per això deixar de banda les grans obres i autors d'èpoques passades (Bach, Brahms, Haydn, Mozart, Mendelsohn, Beethoven, Schumann, Schubert, Chopin o Liszt), que mantenia de forma insistent als seus programes.
A més de Ravel, altres compositors li dedicaren obres: Rafael de Aceves (Cordobesa), Séverac (Vers le mas en fête, Coin de cimitiere au primtemps), Constantin Brăiloiu (5 rondes à danser au soleil: Danse núm. 1, Ritournelle pour sa mie), Falla (Noches en los Jardines de España), Halffter (Llanto por Ricardo Viñes, 1943), Ana María Elena Idiartborde (Páginas argentinas), Mompou (Recordando a Ricardo Viñes), Montsalvatge (Quatre diàlegs amb el piano), Rodrigo (A l'ombre de Torre Bermeja).
Ultra la seva faceta com a intèrpret, compongué algunes obres per a piano i per a cant. Exercí la docència, i alguns dels seus deixebles esdevingueren músics coneguts (Maria Canals, Francis Poulenc, Marcelle Meyer, Enriqueta Garreta o Leopoldo Querol). També es dedicà a la crítica musical, amb col·laboracions a les revistes Música, Revista Musical de Madrid i Revista Musical Catalana. I escrivia poesia en català, castellà i francès.
La seva biblioteca musical, una de les més notables dedicada a la música per a piano del segle xx, va ser dispersada després de la seva mort a través de vendes públiques i subhastes. Una part important va ser oferta a la venda pel llibreter antiquarii Pierre Berès l'any 1950 a la sucusal de la seva libreria a Nova York i, de nou, l'any 1977 a París, n'oferí diversos lots en subhasta. El col·leccionista d'origen alemany Hans Moldenhauer (1906-1987) va aconseguir fer-se amb un nombre important de partitures que havien pertanyut al pianista lleidatà, bona part de les quals (un total de 836 peces), foren adquirides per la University of Colorado, a Boulder (USA) i es conserva a la Ricardo Viñes Piano Music Collection de la Howard B. Waltz Music Library d'aquesta universitat. L'any 1987, la vídua de Moldenhauer va fer donació d'un nombre important de partitures a la Library of Congress de Washington, que ara es troben itegrades dins els Moldenhauer Archives at the Library of Congress. Una altra part de la col·lecció s'ha conservat a la Ricardo Viñes Collection of Music Manuscripts de la University of Delaware Library.

### Obres estrenades per Ricard Viñes
Informació actualitzada per un bot. Els canvis manuals es perdran quan s'actualitzi!
| composició     | data d'estrena | compositor     |
| -------------- | -------------- | -------------- |
| Menuet antique | 1898-04-18     | Maurice Ravel  |
| Pour le piano  | 1902-01-11     | Claude Debussy |

∑ 2 items.

### Primeres audicions
| Data       | Títol                                                                                      | Compositor                         |
| ---------- | ------------------------------------------------------------------------------------------ | ---------------------------------- |
| 1898-04-18 | Menuet antique (dedicat a Ricard Viñes) Sites auriculaires (a dos pianos, amb Marthe Dron) | Maurice Ravel                      |
| 1902-01-10 | Pour le piano (Prélude, Sarabande, Toccata)                                                | Claude Debussy                     |
| 1902-04-05 | Pavane pour une infante défunte                                                            | Maurice Ravel                      |
| 1903-02-28 | Variacions simfòniques                                                                     | César Franck                       |
| 1904-01-09 | Estampes                                                                                   | Claude Debussy                     |
| 1905-01-08 | Concert per a piano i orquesta                                                             | Nikolai Rimski-Kórsakov            |
| 1905-03-25 | Quadres d'una exposició                                                                    | Modest Mússorgski                  |
| 1905-02-10 | Masques L'isle joyeuse                                                                     | Claude Debussy                     |
| 1905-02-18 | En Languedoc                                                                               | Déodat de Séverac                  |
| 1906-01-06 | Miroirs                                                                                    | Maurice Ravel                      |
| 1906-02-06 | Images (1a sèrie)                                                                          | Claude Debussy                     |
| 1908-02-21 | Images (2a sèrie)                                                                          | Claude Debussy                     |
| 1909-01-09 | Gaspard de la nuit                                                                         | Maurice Ravel                      |
| 1909-03-21 | Cuatro piezas españolas                                                                    | Manuel de Falla                    |
| 1911-02-10 | Minstrels Rincones Sevillanos                                                              | Claude Debussy Joaquín Turina      |
| 1913-06-05 | Descriptions automatiques                                                                  | Erik Satie                         |
| 1916-09-13 | Noches en los jardines de España (dedicada Ricard Viñes)                                   | Manuel de Falla                    |
| 1922-01-07 | Scènes d'enfants                                                                           | Frederic Mompou                    |
| 1926-03-05 | Charmes Parc d'atraccions                                                                  | Frederic Mompou Manuel Blancafort  |
| 1926-04-15 | Cants íntims Marche joyeuse                                                                | Manuel Blancafort Ernesto Halffter |
| 1926-06-09 | Cançó i dansa III                                                                          | Frederic Mompou                    |

## Obra

### Obres per a piano
- Menuet spectral, a la memòria de Maurice Ravel (1938)
- En Verlaine mineur, a la memòria de Gabriel Fauré
- Thrénodie, ou Funérailles antiques, a la memòria d'Erik Satie (1927)
- Crinoline, ou La Valse au temps de la Montijo, homenatge a Léon-Paul Fargue (1927)

Les quatre obres en homenatge al Ravel, Fauré, Satie i Fargue, van ser publicades pòstumament per l'Institut Français de Barcelona el 1945, sota el títol Quatre hommages pour le piano.
- De Cythère au Carmel

### Obres per a veu i piano
- De loin (text de Sully Prud'homme)
- Estampa romántica sobre Las Golondrinas / Les Hirondelles (text de Gustavo Adolfo Becquer)
- La Mort des amants (text de Charles Baudelaire)
- La Vie antérieure (text de Charles Baudelaire)
- Les Roses de Saadi (text de Marceline Desbordes Valmore)
- Mysticité (text de Ricard Viñes)
- Nuages de feu (text de Rcard Viñes)
- Parfum exotique (text de Charles Baudelaire)
- Sur un rocher (text d'Auguste Villiers de l'Isle-Adam)
- Tears, idle tears (text d'Alfred Tennyson)
- Tres tonades per a cant i un sol dit de cada mà

1. Canticel (text de Josep Carner)
2. Albada (text de Josep Massó i Ventós)
3. Camps a través (text d'Apeles Mestres)[21]

## Reconeixements i homenatges

### Exposicions
El 2007, la Fundació Caixa Catalunya li va dedicar una exposició monogràfica a l'edifici de La Pedrera del Passeig de Gràcia de Barcelona, comissariada per Màrius Bernadó. La mateixa exposició, amb l'afegit d'una secció dedicada a destacar la relació del pianista amb la seva ciutat natal, es va poder veure al Museu d'Art Jaume Morera de Lleida uns mesos més tard i, amb nou apartat dedicat a la relacó entre Viñes i Manuel de Falla, el 2008 va itinerar a Granada, en col·laboració amb l'Archivo Manuel de Falla.
L'exposició s'articulà en diferents àmbits: per una banda mostrà el personatge tot situant-lo en el seu context musical i artístic. També es va posar en relleu l'ampli espectre de personatges de tots els camps que entraran en contacte amb ell (músics, pintors, literats...), tots ells lligats a la seva residència a París.
Aquesta exposició fou la primera revisió important sobre la figura del pianista, indefectiblement lligat a la seva ciutat natal que, després de la seva mort, acollí una part important del seu llegat (objectes personals, partitures, obres d'art, etc.), actualment dipositat a l'Arxiu Municipal de Lleida.

### Altres homenatges
Des del 1995, l'Auditori Municipal Enric Granados de Lleida convoca anualment el Concurs Internacional de Piano Ricard Viñes en homenatge al pianista.
La ciutat de Lleida li ha dedicat una plaça, al centre neuràlgic de la Zona Alta, que va ser remodelada segons projecte de l'arquitecta Benedetta Tagliabue.
La Unitat de Biblioteca i Documentació de la Universitat de Lleida ha digitalitzat els seus programes de concert, els quals estan dipositats a la Universitat.

### Escrits de Ricard Viñes
- Viñes, Ricard. Tres aristócratas del sonido: Semblanzas de Claude Debussy, Erik Satie y Maurice Ravel.  Buenos Aires: Suplemento Literario del Diario "La Nación", 1934. Reeditat a la revista Ilerda de l'Institut d'Estudis Ilerdencs, per Ignacio M. Sanuy: Ilerda 10-11 (1949), pàg. 61-80.
- Gubisch-Viñes, Nina. El Diari inèdit de Ricard Viñes: fragments relacionats amb Ravel, Debussy i Duparc.  Lleida: Institut d'Estudis Ilerdencs, 1986. ISBN 8400063511.
- Lévy, Suzy. Journal inédit de Ricardo Viñes : Odilon Redon et le milieu occultiste (1897-1915).  París: Aux Amateurs de livres, 1987. ISBN 2905053259.

- Bernadó i Tarragona, Màrius (ed.). Escrits musicals de Ricard Viñes.  Lleida: Universitat de Lleida, 1999. ISBN 84-8409-985-7.

### Obres sobre Ricard Viñes
- Fargue, Léon-Paul. Portraits de famille; souvenirs.  París: J.B. Janin, 1947.
- Sopeña, Federico «Ricardo Viñes (en el primer aniversario de su muerte)». Diario Arriba, 1944.
- Sopeña, Federico. Ricardo Viñes.  Lleida: Artes Gráficas Ilerda, 1945.
- Riera, Juan. Ricardo Viñes, evocación.  Lleida: Instituto de Estudios Ilerdenses, 1968.
- Canals, Maria. Una vida dins la música: històries en rosa i negre.  Barcelona: Selecta, 1970.
- Séverac i Viñes: la trobada de dos genis al servei de la música.  Lleida: Institut d'Estudis Ilerdencs, 1985.
- Vallribera, Pere. Séverac i Viñes: breus comentaris sobre aquestes personalitats.  Lleida: Institut d'Estudis Ilerdencs, 1985.

- Bergadà, Montserrat; Bernadó, Màrius i Gubisch-Viñes, Nina. Ricard Viñes i Roda (1875 - 1943). Testimoni d'un temps.  Lleida: Ajuntament de Lleida, 1994. ISBN 8460620239.
- Berrocal, Espereanza «Encuentros del pianista español Ricardo Viñes (1875-1943) con América Latina: nuevas luces sobre la literatura pianística latinoamericana». Resonancias, 3, 1998, pàg. 75-95. ISSN: 0717-3474.
- Korevaar, David «The Ricardo Vines Piano Music Collection at the University of Colorado at Boulder». Notes: Quarterly Journal of the Music Library Association, 61, 2, 12-2004.

- Bernadó, Màrius (dir.). Ricard Viñes: el pianista de les avantguardes.  Lleida: Institut Municipal d'Acció Cultural, (Museu d'Art Jaume Morera) - Fundació Caixa Catalunya, 2007. ISBN 9788489781948.
- Berrocal, Esperanza «Ricardo Viñes's South American Repertoire: The Legacy of a Visionary Pianist». Inter-American Music Review, 17/1-2, 2007, pàg. 257-264. ISSN: 0195-6655.
- Clary, Mildred. Ricardo Viñes: Un pélerin de l'Absolu.  Arles: Actes-Sud, 2011. ISBN 978-2-7427-9337-2.
- Fundación Juan March «París 1905: Viñes, una historia del piano. Introducción y notas de Màrius Bernadó». Ciclo de miércoles, noviembre-diciembre 2015. Fundación Juan March [Madrid], 2015. ISSN: 1989-6549.
- Villacorta Iglesias, Pablo. “Dos figuras del piano español del siglo XX: Ricardo Viñes y Alicia de Larrocha Arxivat 2016-03-03 a Wayback Machine.,” Actividad Académica Dirigida. Real Conservatorio Superior de Música “Victoria Eugenia” de Granada, 2011. [ Consulta: 22 juny 2015].